# Вороничский сельсовет
Вороничский сельсовет — административная единица на территории Полоцкого района Витебской области Республики Беларусь. Административный центр — деревня Вороничи.

## Состав
Вороничский сельсовет включает 25 населённых пунктов:
- Антонишки — деревня.
- Близница — агрогородок.
- Вороничи — деревня.
- Грицковщина — деревня.
- Двор-Хоттевичи — деревня.
- Дубняки — деревня.
- Заполье — деревня.
- Заскорки — деревня.
- Зыково — деревня.
- Конаши — деревня.
- Косарево — деревня.
- Косари — деревня.
- Кунцевичи — деревня.
- Логани — деревня.
- Мамоново — деревня.
- Марьянполье — деревня.
- Москалевщина — деревня.
- Меница — деревня.
- Муравщина — деревня.
- Соломирье — деревня.
- Старинки — деревня.
- Тадулино — деревня.
- Толкачи — деревня.
- Усомля — деревня.
- Хоттевичи — деревня.

Упразднённые населённые пункты на территории сельсовета:
- Загорцы — деревня.